# 瓦尔维莱尔
瓦尔维莱尔（法語：Warvillers）是法国皮卡第大区索姆省的一个市镇，属于蒙迪迪耶区罗西耶尔-昂桑泰尔县。该市镇2009年时的人口为150人。

## 人口
瓦尔维莱尔人口变化图示
| 数据来源：INSEE |